# Léona Delcourt
Léona Camille Ghislaine Delcourt (geboren 23. Mai 1902 in Saint-André-lez-Lille; gestorben 15. Januar 1941 in Bailleul) war eine französische Künstlerin. Unter ihrem Pseudonym Nadja war sie das Vorbild für die Hauptfigur in André Bretons gleichnamigem Buch.

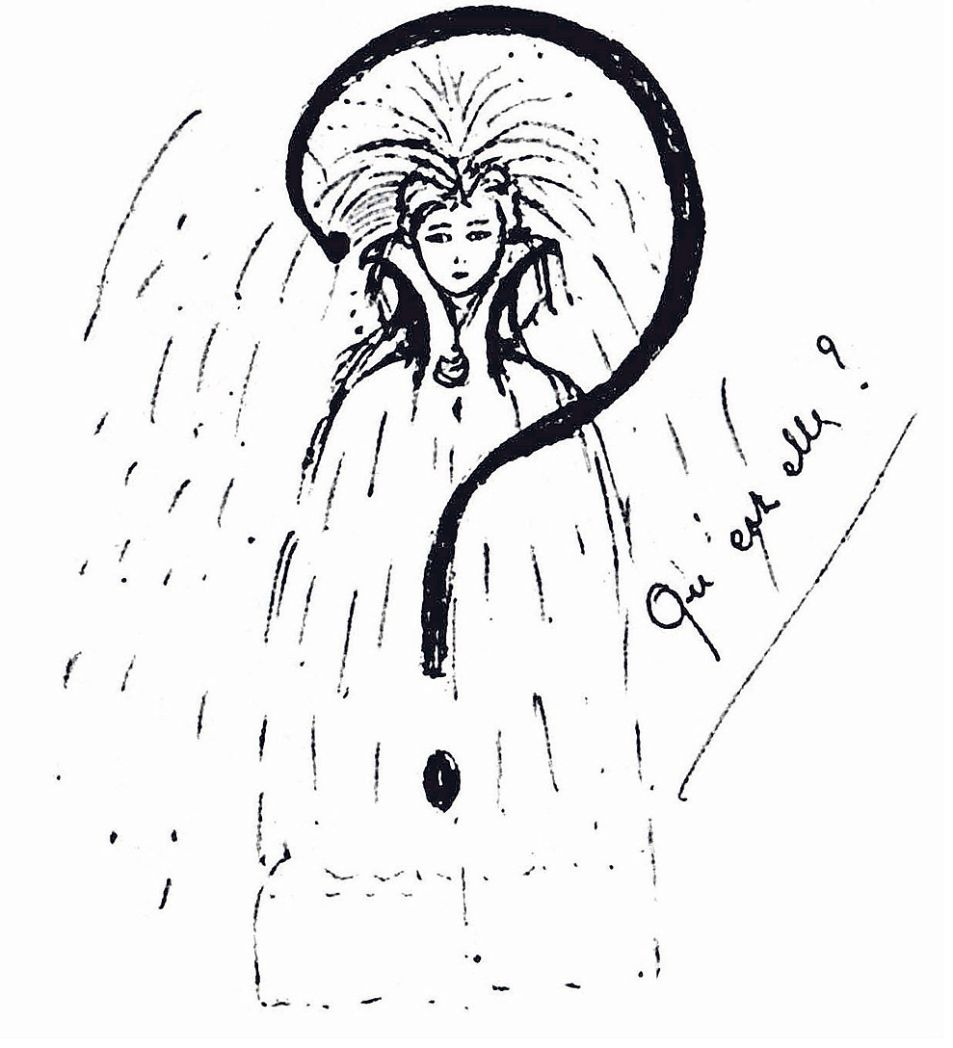
Léona Delcourt: Qui est elle? (1926)

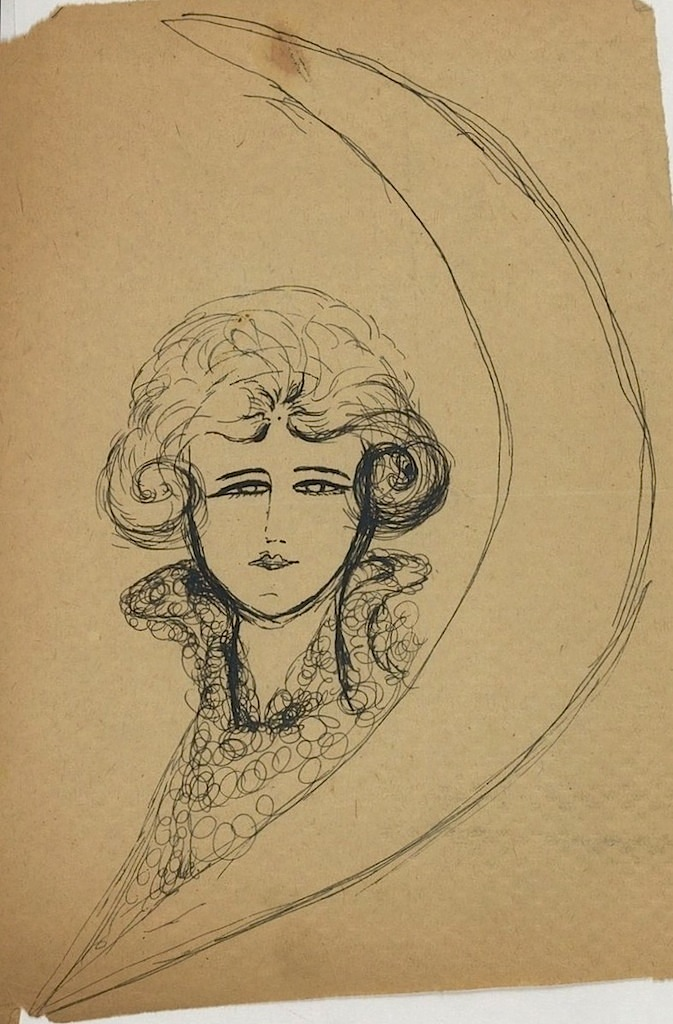
Léona Delcourt: Selbstporträt (1926)

## Leben
Léona Delcourt war die zweite Tochter des Schriftsetzers Eugène und der aus Belgien stammenden Automechanikerin Mélanie Delcourt. Léona Delcourt gebar von einem britischen Offizier am 20. Januar 1920 die uneheliche Tochter Marthe, weigerte sich aber, eine Ehe einzugehen. Das Kind blieb bei den Großeltern, und sie brach im Jahr 1923 nach Paris auf, wo sie ein Zimmer in der Nähe der Kirche Notre-Dame-de-Lorette bezog. Ihre Arbeitssuche als Statistin oder Kostümbildnerin an einem Theater war allerdings erfolglos, so ließ sie sich von Männern aushalten, die für das Vergnügen ihrer Gesellschaft zahlten, arbeitete auch als Prostituierte und handelte mit Drogen, weshalb sie mit der Polizei in Konflikt geriet. Sie gehörte mithin zum großstädtischen Lumpenproletariat.
Als sie am 4. Oktober 1926 dem sechs Jahre älteren Künstler und Bürgerschreck André Breton begegnete, nannte sie sich „Nadja“ und erklärte ihm die Namenswahl damit, dass er „russisch“, in dieser Sprache der Anfang des Wortes „Hoffnung“ und eben nur ein „Anfang“ sei. Breton war von ihrer Ausstrahlung und ihrer Redeweise fasziniert und er war von ihr körperlich mehr angezogen, als er sich zugestehen wollte. Nachdem die beiden sich in den nächsten neun Tagen regelmäßig getroffen und eine verrückte Zeit miteinander gehabt hatten, zog sich Breton, der 1921 die aus dem jüdischen Großbürgertum stammende Simone Kahn geheiratet hatte, bei den ersten Anzeichen einer Verstimmung zurück. Den wirklichen Absprung wagte er nicht, er war eher ein Bewunderer derer, die dies taten, trotz oder wegen seines verbalen Radikalismus. Breton sah Nadja in der Folgezeit nur noch sporadisch, im Dezember zwei- oder dreimal, unterstützte sie aber noch weiterhin finanziell und teilte seiner Frau mit, dass er wegen Nadja eines seiner Gemälde Derains verkaufen wolle. Delcourt, obschon erwachsen, sei die erste Kindfrau Bretons gewesen.
Je mehr Breton sich zurückzog, desto mehr nahm ihre Anhänglichkeit zu. In vier Monaten schrieb Delcourt ihm Liebesbriefe und legte diesen eigene Zeichnungen bei. Auch versuchte sie vergeblich, ihn telefonisch zu erreichen. Ende des Jahres 1926 musste sie aus Geldmangel ihr billiges Pensionszimmer im Hôtel du Théâtre in der Rue Chéroy aufgeben und in ein elendes Hotelzimmer in der Rue Becquerel umziehen. Im Januar und Februar 1927 schrieb sie unterwürfige Bettelbriefe an Breton. In ihrem letzten Brief Mitte Februar schrieb sie: „Ich möchte Dich keine Zeit kosten, die Du für erhabenere Dinge brauchen wirst […] Es ist klug, nicht auf dem Unmöglichen zu beharren“. Anzeichen ihrer Schizophrenie wurden von Breton, der eine psychiatrische Ausbildung hatte, nicht wahrgenommen.
Am 21. März 1927 wurde sie, weil sie visuelle Einbildungen, Geruchshalluzinationen und einen Schreianfall hatte, von der Polizei aus ihrem Hotel in das Krankenhaus Sainte-Anne geschafft. Vom Polizeiarzt wurde ihr eine Depression diagnostiziert, und am 24. wurde sie in die psychiatrische Klinik Perray-Vaucluse in Sainte-Geneviève-des-Bois eingewiesen. Auf Wunsch ihrer Mutter wurde sie im Mai 1928 in die psychiatrische Anstalt nach Bailleul verlegt. Ob sie das Buch, dessen Entstehen sie verfolgt hatte, jemals zu Gesicht bekam, war dem Autor der Breton-Biografie 1995 nicht bekannt.
Bretons Darstellung im Buch Nadja zufolge wurde Nadja Opfer ihrer Armut, einer verständnislosen Gesellschaft und auch seiner eigenen Rolle, weil er ihr zu viel zugemutet habe. Ihren Zusammenbruch und ihre Wegsperrung nahm der ehemalige Medizinstudent und Psychiatrieassistent Breton zum Anlass, in dem Buch die Methoden der Psychiatrie zu geißeln. Breton hat in den Folgejahren keinen Anteil an Delcourts Krankheit genommen, während es so scheint, als hätten Louis Aragon und Paul Éluard sie besucht. Wie bei Nadja weigerte Breton sich später auch im Jahr 1937, den psychisch erkrankten Antonin Artaud in der Irrenanstalt zu besuchen.
Nach der deutschen Okkupation Frankreichs 1940 verschlechterten sich die Lebensbedingungen in den psychiatrischen Anstalten Frankreichs nochmals. Delcourt starb nach vierzehnjährigem Anstaltsaufenthalt 1941 an „Cachexie néoplasique“ (starker Abmagerung).

### Das BuchNadja
Breton hatte ausführliche Aufzeichnungen über die Rendezvous gemacht, im August 1927 war er soweit, mit der Niederschrift des Buches zu beginnen, Teilabdrucke erfolgten am Jahresende. In der surrealistischen Erzählung werden „die Frau“ und „die Liebe“ in epischer Breite und mystischer Form verherrlicht. Den Schlussteil von Nadja schrieb er Anfang 1928 unter dem Eindruck einer scheinbar unerfüllbaren Liebesaffäre zu Suzanne Muzard, während seinerzeit Nadja gewünscht hatte, das Buch, das er schreiben wollte, würde „von ihr“ und „von uns“ handeln.
Das Buch, bei dem diskutiert wird, ob es ein Roman ist, wurde am 25. Mai 1928 veröffentlicht, im selben Jahr mehrfach aufgelegt und ist ein Hauptwerk des literarischen Surrealismus. 1963 veröffentlichte Breton eine revidierte Fassung, aus der er – neben angeblichen stilistischen Mängeln – alle Spuren seiner körperlichen Beziehung zu Nadja verschwinden ließ. Seine Eitelkeit sei der eigentliche Grund für die revidierte Fassung gewesen, so die Literaturkritik. Das Buch enthält neben dem Text Bretons über 40 Abbildungen, darunter Fotos von Orten, an denen er mit Nadja zusammen war, die Breton für die Veröffentlichung von dem Fotografen Jacques-André Boiffard aufnehmen ließ, Textschnipsel von Nadja und Ausschnitte ihrer Zeichnungen. Die erste Ausgabe enthielt auch ein Foto von Breton selbst, aber keines von Nadja. In die Ausgabe von 1963 fügte Breton dann eine Fotomontage ihrer Augenpartie hinzu.
Den Namen Delcourt gab Breton weder in dem Buch noch anderswo preis und auch Simone Breton und der engere Freundeskreis, der mit Nadja/Delcourt gesprochen hatten, verrieten nichts, so dass ihre Identität erst 1988 vermutet werden konnte, als Bretons Nachlass für Ausstellungen und Forschungen geöffnet wurde. Im Jahr 2002 war bei einer Ausstellung im Centre Pompidou über die „Révolution surréaliste“ dann auch auf einer Hotelrechnung der bürgerliche Name zu lesen: Léona Delcourt. Die niederländische Schriftstellerin Hester Albach konnte bei ihren Nachforschungen über Nadja die Enkeltochter Delcourts, Ghislaine, ausfindig machen und fand das seinerzeit anonyme Grab in Bailleul. Albachs Ergebnisse wurden 2009 zunächst in französischer Sprache veröffentlicht. In Bretons Nachlass wurde eine Mappe aus der (einseitigen) Korrespondenz mit weiteren Briefen und Zeichnungen Delcourts gefunden. Zu dem Thema sind seither Aufsätze und Monografien weiterer Autoren erschienen.

## Buch
- André Breton: Nadja. Gallimard, Paris 1928; deutsch (Übersetzt von Bernd Schwibs, Nachwort von Karl Heinz Bohrer), Suhrkamp, Berlin 2011, ISBN 978-3-518-24001-4 (Unter den 48 Abbildungen auch Zeichnungen von Nadja).
- Rita Bischof: Nadja revisited: André Bretons Nadja; Zeichnungen und Briefe von Léona "Nadja" Delcourt. Brinkmann & Bose, Berlin 2013, ISBN 978-3-940048-19-6.